# Sainte-Foy-Tarentaise
Sainte-Foy-Tarentaise es una comuna francesa situada en el departamento de Saboya, en la región Auvernia-Ródano-Alpes.

## Demografía
| 728 | 700 | 593 | 609 | 643 | 681 | 815 | 767 | 737 |
| Para los censos de 1962 a 1999 la población legal corresponde a la población sin duplicidades (Fuente: INSEE [Consultar]) |     |     |     |     |     |     |     |     |